# باري داونينج
باري داونينج (بالإنجليزية: Barry Downing)‏ هو قسيس مسيحي أمريكي، ولد في 1938 في سيراكيوز في الولايات المتحدة.